# Raphia peusteria
Raphia peusteria là một loài bướm đêm trong họ Noctuidae.